# Honjō

Honjō (東松山市 Honjō-shi?) este un municipiu din Japonia, prefectura Saitama.